# Fruit de la passion (chanson)
Fruit de la passion, aussi titrée Fruit de la passion (vas-y Francky c'est bon !), est une chanson sortie en 1991 du chanteur de zouk français Francky Vincent, réputé pour ses textes grivois.
Elle donne également son titre à une compilation du chanteur sortie en 1994.

## Caractéristiques et parutions
Parue pour la première fois en 1991 dans l'album Alice ça glisse, la chanson a connu un immense succès aux Antilles (l'album s'écoule à 70 000 exemplaires) alors que les métropolitains ne la connaissent pas encore. Il faut attendre 1994 et la sortie de l'album Fruit de la passion (vas-y Francky c'est bon), quand Francky Vincent signe un contrat de licence avec Arcade Music (devenu Wagram Music), pour que la chanson soit découverte et aimée de tout le monde francophone. En effet, l'album devient un succès et se vend à plus de 700 000 exemplaires. Elle aurait rapporté entre 1 et 1,2 million d'euros sous forme de droits d'auteurs à Francky Vincent depuis sa sortie.

## Crédits
- Chant : Francky Vincent
- Chœurs : Liliane Davis et Pascale Richard
- Guitare accompagnement : Camille Breter
- Guitare solo : Olivier Marot
- Basse : Luc Léandry
- Synthétiseur : Luc Léandry
- Programmation rythmes : Luc Léandry

## Versions de la chanson
- 1991 : version originale[1]
- 1992 : version remix[6]
- 1992 : version longue[7]
- 1994 : version funkmix[3]
- 1995 : version remix club 95[8]

## Parutions de la chanson (albums et compilations de Francky Vincent uniquement)
- 1991 : album Alice ça glisse[1]
- 1992 : maxi 45T Fruit de la passion (Vas-y Francky c'est bon)[6]
- 1992 : compilation Coquinement zouk
- 1994 : album Fruit de la passion (Vas-y Francky c'est bon)[3]
- 1994 : single Fruit de la passion (Vas-y Francky c'est bon)[9]
- 1995 : maxi 45T Fruit de la passion (Vas-y Francky c'est bon) Remix club 95[8]
- 1995 : compilation The very best of
- 1996 : compilation Les inoubliables
- 1997 : compilation Best of (vol.1)
- 1997 : compilation Diamond collection
- 1998 : compilation Faites la fête avec Francky Vincent[10]
- 1999 : compilation Collection Légende
- 2002 : compilation Complètement Francky[11]
- 2009 : compilation Mon fest'of[12]

## Pistes de l'albumFruit de la passion (vas-y Francky c'est bon)
- Te fais pas de bile
- Fruit de la passion
- Au top dans le ghetto
- Le tourment d'amour
- Il court il court
- Sans chapeau
- Pique-moi
- Faut pas divorcer
- Ton confort
- Pour la frime
- Viens dans mon duplex
- Nigivir
- Fruit de la passion (funkmix)
- Alice ça glisse
- Manzé Lola
- Le lolo
- Ma canne à sucre

## Dans les médias
Sauf indication contraire, les informations mentionnées dans cette section peuvent être confirmées par le générique de fin de l'œuvre audiovisuelle présentée ici, ainsi que par la base de données cinématographiques IMDb,  présente dans la section « Liens externes ».
- Fin des années 1990 : sketch Aux Iles Saintes des Nous Ç Nous - avec Bruno Salomone (Saturnin) et Jean Dujardin (Brice de Nice)
- 2010 : Le Mac (sonnerie de téléphone)
- 2011 : Une folle envie de Bernard Jeanjean - bande originale
- 2017 : Patients - musique additionnelle